# Флаг городского поселения Солнечногорск
Флаг муниципального образования городское поселение Солнечного́рск Солнечногорского муниципального района Московской области Российской Федерации — опознавательно-правовой знак, служащий официальным символом муниципального образования.
Флаг утверждён 10 июня 2008 года решением Совета депутатов городского поселения Солнечногорск № 137/28 и внесён в Государственный геральдический регистр Российской Федерации с присвоением регистрационного номера 4585.

## Описание
«Прямоугольное двухстороннее полотнище голубого цвета с отношением ширины к длине 2:3 с воспроизведенными на нем фигурами из герба городского поселения Солнечногорск: жёлтого солнца, жёлтой клинообразной полосы (горы) и трёх серебряных, узких, волнистых полос».

## Обоснование символики
Современный город Солнечногорск образован слиянием села Солнечная Гора (объединившего деревни Солнышная и Гомзино) и пристанционного посёлка Подсолнечное. Посёлок был основан в 1851 году во время строительства станции Подсолнечная и железной дороги Санкт-Петербург — Москва. С 1928 года — рабочий посёлок Солнечногорский, а с 1938 года — город Солнечногорск.
По преданию, Екатерина Великая, подъезжая рано утром к Гомзино и Солнышной (в 1767 году), увидела, как из-за горы встаёт солнце. Пораженная открывшейся красотой, императрица воскликнула: «Боже, какая солнечная гора!». С тех пор селение получило название «Солнечная Гора», что гласно отражено на флаге городского поселения Солнечногорск клинообразной полосой (аллегория горы) и солнцем над ним. Солнце как источник тепла и света символизирует радушие жителей поселения, тепло встречающих всех своих гостей.
Город Солнечногорск городского поселения Солнечногорск (административный центр Солнечногорского муниципального района Московской области) расположен на берегу Сенежского озера (отраженного на флаге белой волнистой полосой) — жемчужины местной природы. В ходе строительства канала, соединяющего реки Сестру и Истру (на флаге отражены двумя голубыми тонкими волнообразными полосками внутри белой полосы), образовалось большое озеро — жемчужина местной природы. В настоящее время озеро Сенеж, являясь визитной карточкой города, превратилось в красивейшее место отдыха как горожан, так и их гостей.
Голубой цвет (лазурь) — символ возвышенных устремлений, искренности, преданности, возрождения.
Жёлтый цвет (золото) — символ высшей ценности, величия, богатства, урожая.
Белый цвет (серебро) — символ чистоты, открытости, божественной мудрости, примирения.